# Droits LGBT en Roumanie
La Roumanie, comme plusieurs pays d'Europe de l'Est, reste socialement conservatrice en ce qui concerne les droits des personnes lesbiennes, gays, bisexuelles et transgenres (LGBT). Cependant, ce pays a fait des progrès considérables dans la législation des droits LGBT depuis 2000.
La Roumanie a complètement décriminalisé l'homosexualité, a introduit et appliqué des lois contre la discrimination très larges, a rendu égale la majorité sexuelle, et a introduit des lois contre les crimes de haine homophobes. De plus, les communautés LGBT ont acquis une plus grande visibilité depuis quelques années, grâce à des événements tels que la Bucharest Pride, la marche des fiertés annuelle de Bucarest, et le festival des Soirées du film gay à Cluj-Napoca.
En 2006, Human Rights Watch classe la Roumanie parmi les cinq pays au monde à avoir fait « des progrès exemplaires dans les combats contre les abus de droit au motif de l'orientation sexuelle ou de l'identité de genre », mais des lois transphobes sont votées en 2020.

## Droits civils
L'homosexualité est dépénalisée en 1996.

### Loi contre la discrimination
En 2000, le Parlement roumain a voté une loi qui pénalise explicitement la discrimination fondée sur l'orientation sexuelle dans plusieurs domaines tels que l'embauche, l'accès aux biens et aux services, le logement, l'éducation, la santé, les programmations audiovisuelles, le système judiciaire, et d'autres services publics et de sécurité sociale. Cette loi, qui est l'une des plus complètes de l'Union européenne, a été utilisée avec succès par le Conseil national pour combattre la discrimination (CNCD), qui a obtenu des amendes sanctionnant des personnes ou des entreprises pour discrimination au motif de l'orientation sexuelle. Ainsi, la compagnie aérienne nationale Tarom a reçu une amende pour avoir refusé des promotions de Saint-Valentin à des couples homosexuels en 2005. Le CNCD a aussi contraint Tarom à rectifier la situation.

### Incitation à la haine et crimes de haine
En 2006, le Code criminel est amendé dans le but de criminaliser l'incitation à la haine et au harcèlement au motif de l'orientation sexuelle. Cependant, cette loi n'a pas encore été appliquée ; de fait, des manifestations publiques contre l'homosexualité par des activistes d'extrême droite se sont déroulées à plusieurs occasions sans faire naître de poursuites.
De plus, le système légal roumain traite l'homophobie comme une circonstance aggravante dans les crimes et délits. Un crime motivé par l'homophobie pourra recevoir une sentence plus dure.

### Autres lois ayant une incidence sur les personnes LGBT
Depuis 2002, la majorité sexuelle est fixée à quinze ans, aussi bien pour les relations hétérosexuelles qu'homosexuelles.
Depuis 1996, une personne ayant eu recours à la chirurgie de réattribution sexuelle peut légalement changer de genre dans ses documents officiels.
Les femmes célibataires et les lesbiennes ont le droit de recourir à l'insémination artificielle par des moyens tels que la fécondation in vitro. En 2005, la Cour constitutionnelle a statué qu'il était inconstitutionnel de refuser la procréation médicalement assistée à des personnes, qu'elles soient mariées ou célibataires.
Les homosexuels sont autorisés à servir ouvertement dans l'armée roumaine. Cependant, la peur des discriminations pousse les militaires lesbiennes et gays à cacher leur homosexualité.
En 2020, un projet de loi transphobe prévoit qu'il serait interdit de parler d'identité de genre à l'école et à l'université (la loi interdit toute promotion de la théorie selon laquelle le genre est différent et indépendant du sexe biologique).

### Mariage de couple de même sexe
En 2023, la CEDH condamne la Roumanie dans l'affaire Buhuceanu et autres c. Roumanie dans le cadre de la non reconnaissance légale des couples du même sexe après un recours déposé par 21 couples en 2019 et 2020. Le gouvernement annonce peu de temps après se pencher sur une loi visant à reconnaître les mariages entre personne du même sexe dans d'autres pays de l'Union européenne. Toutefois, le Premier ministre, Marcel Ciolacu, pense que la société roumaine n'est pas prête à ce changement, et qu'il ne s'agit pas d'une priorité pour lui.

## Évènements notables
En février 2013, un groupe de manifestants nationalistes et ultra-orthodoxes rattaché au groupe Noua Dreaptă interrompt une projection du film The Kids Are All Right au musée du Paysan roumain de Bucarest, insultant le public et empêchant la projection du film. La police, bien que présente sur place, n'intervient que de façon minimum. ACCEPT (en), l'association à l'origine de l'événement, porte plainte avec cinq autres personnes auprès de la Cour européenne des droits de l'homme pour non-intervention de l'État. Le 1er juin 2021, la cour donne raison aux parties plaignantes dans l’arrêt Association ACCEPT and Others v. Romania et condamne l'État roumain pour discrimination.
Des cortèges de travailleuses et travailleurs du sexe et cortèges roms sont pour la première fois présents à une marche des fiertés en 2019, à Bucarest.
La militante Antonella Lerca Duda est la première femme trans roumaine à tenter de se présenter à une élection dans le pays, lors des élections locales bucarestoises de 2020, mais elle échoue à obtenir les parrainages suffisants.